# Český horský pes
Český horský pes är en hundras från Tjeckien, framavlad från 1977 för draghundsport. Den är en korsning mellan en polarhund från Athabasca-området i Kanada och den slovakiska herdehunden slovenský cuvac. 1984 blev rasen nationellt erkänd av den tjeckiska kennelklubben. Idag är den även en sällskapshund som används för olika hundsporter samt som vallande herdehund.